# Aldersrogade
Aldersrogade er en gade på Ydre Østerbro og Ydre Nørrebro, primært beliggende i Haraldsgadekvarteret. Den starter ved Vibenshus Runddel på Østerbro og krydser skråt ind over Lersø Parkallé og til Haraldsgade. Indtil 1. august 2014 fortsatte gaden til Rovsingsgade, men denne vestligste del af Aldersrogade hedder nu Sigynsgade. Gaden ligger på den gamle Brudesengsmark.
Gaden er navngivet efter Aldersro Bryggeri og Aldersro Teglværk, der grundlagdes her i 1857-1858 ved ejendommen af samme navn nær krydset mellem Jagtvej og Lyngbyvej. Den kæmpestore bygning lå helt ned mod Vibenhus Runddel. Der var ikke adgang til den ad Aldersrogade. Gaden ses på et kort fra midten af 1800-tallet, hvor der i stedet var adgang ud mod Jagtvej. Bryggeriet var forfulgt af flere uheld, bl.a. sammenstyrtning af lagerkældrene. Bryggeriet blev i 1884 lagt sammen med Marstrands Bryggeri på Frederiksberg, og indgik i 1891 i De forenede Bryggerier. En del af bygningerne eksisterer stadig som Jagtvej 169B og C. Et teglværk der også hed Aldersro (og gav navn til Teglværksgade) blev derimod revet ned kort efter 1900.
Hellesens fabrikker lå i Aldersrogade 6 fra 1905. I slutningen af 1920'erne flyttede General Motors International sin samlefabrik i Sydhavnen til en nybygget samlefabrik i Aldersrogade 20, der blev lukket og revet ned i 1970'erne.
Ud mod Lersø Parkallé, Aldersrogade og Klostervænget finder man "Gammel Kloster". Navnet er forvirrende, for bygningen i røde mursten er opført i midten af 1930'erne. Stiftelsen, der nu er et kommunalt plejehjem, var dog et tidligere franciskaner (gråbrødre) kloster, der lagde ud i Helligåndskirken i indre København. Siden flyttede plejehjemmet til Vartov, Farvergade og til sidst her.
Indtil 1939 lå der en ubeboet Tværgade til Aldersrogade ved navn Uffesgade. I 1941 kom navnet i brug igen da Ølundsgade omdøbtes til Uffesgade.

## Nybyggeri
I 2025 vil Aldersrogade også få selskab af det nye ni-etagers byggeri kaldet "21Ø". Byggeriet ejes af ATP Ejendomme og opføres af entreprenøren Raundahl & Moesby. Det vil rumme boliger, erhvervslokaler og detailhandel.